# Paavo Aaltonen
Paavo Johannes Aaltonen  (ur. 11 grudnia 1919 w Kemi, zm. 9 września 1962 w Sipoo) – fiński gimnastyk. Wielokrotny medalista olimpijski i mistrz świata.
Na igrzyskach debiutował w Londynie w 1948, ponownie wystąpił w Helsinkach 4 lata później. Podczas 2 startów, zdobywał medale (łącznie 5). Największe sukcesy odnosił w 1948 w Londynie, kiedy to zdobył 3 złote i 1 brązowy medal. Cztery lata później wywalczył tylko jeden brąz.
2-krotny medalista Mistrzostw Świata w 1950: drążek – złoto, wielobój drużynowy – srebro.

## Starty olimpijskie
Londyn 1948
- koń z łękami – złoto
- skok przez konia – złoto
- wielobój drużynowy – złoto
- wielobój indywidualny – brąz

Helsinki 1952
- wielobój drużynowy – brąz